# دکمه رادیویی

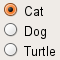
سه دکمه رادیویی، گزینه Cat در حالت انتخاب قرار دارد.

دکمه رادیویی (به انگلیسی: Radio Button) نوعی عنصر در رابط کاربری است که به یک کاربر اجازه می‌دهد تا گزینه‌ای را از بین تعدادی گزینهٔ از پیش تعریف شده انتخاب کند. دکمه‌های رادیویی به صورت گروه‌هایی دوتایی (یا بیشتر) ترتیب‌دهی می‌شوند. دکمه‌های رایویی معمولاً به صورت لیستی از حفره‌های مدور بر روی صفحه نمایش می‌یابند. آن‌ها یا حاوی فضایی سفید (برای خارج کردن گزینه از حالت انتخاب)، یا حاوی یک نقطه (برای انتخاب کردن گزینه) هستند. معمولاً در کنار هر دکمه رادیویی برچسبی قرار دارد که گزینه مورد نظر را توصیف می‌کند. انتخاب‌ها دو به دو ناسازگار هستند و انحصار متقابل (به انگلیسی: mutually exclusive) در بین آن‌ها برقرار است. یعنی در هر گروه از دکمه‌های رادیویی، تنها یک دکمه می‌تواند در هر لحظه در حالت انتخاب قرار داشته باشد. اگر در یک گروه از دکمه‌های رادیویی، یکی از دکمه‌ها در حالت انتخاب قرار داشته باشد و کاربر دکمه دیگری را انتخاب کند، دکمه قبلی از حالت انتخاب خارج می‌شود. یک دکمه رادیویی را می‌توان با قرار دادن مکان‌نما بر روی آن و سپس کلیک کردن انتخاب کرد. همچنین می‌توان با کلیک بر روی برچسب یک دکمه یا با استفاده از یک میانبر صفحه‌کلید هم دکمه‌ای را انتخاب کرد. در یک گروه از دکمه‌های رادیویی، ممکن است در ابتدا هیچ‌کدام از دکمه‌ها در حالت انتخاب قرار نداشته باشند. به محض انتخاب یک دکمه در چنین گروهی، دیگر نمی‌توان به حالت اولیه برگشت. در یک فرم اچ‌تی‌ام‌ال، اگر هیچکدام از دکمه‌های رادویی در یک گروه انتخاب نشده باشد، هیچ جفت نام-مقداری هم در هنگام ارسال کردن فرم فرستاده نخواهد شد. مثلاً اگر گروهی از دکمه‌های رادیویی به نام «جنس» داشته باشیم که دو گزینه «مرد» و «زن» در آن وجود داشته باشد، اگر هیچ‌کدام از این گزینه‌ها در حالت انتخاب قرار نداشته باشد، متغیر جنس ارسال نخواهد شد، حتی با یک مقدار خالی.
در یک گروه از چک‌باکس‌ها، می‌توان به صورت همزمان چندین چک‌باکس را انتخاب کرد.

## ریشه

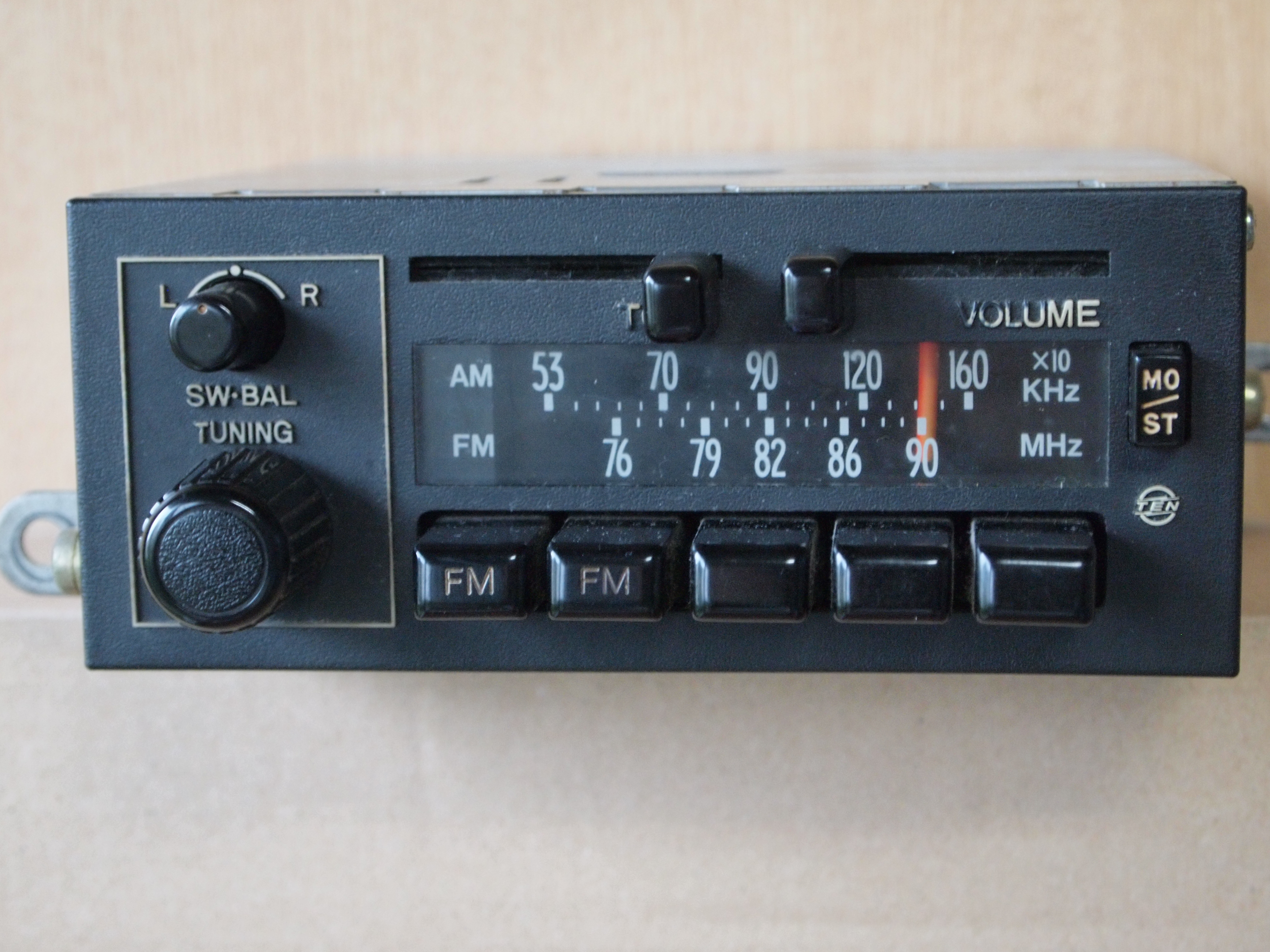
یک رادیو که چند دکمه پرشی دارد، به محض فشردن یکی از این دکمه‌ها، دکمه قبلی به بالا می‌پرد و از حالت انتخاب خارج می‌شود.

در رادیوهای قدیمی در ماشین‌ها، تعدادی دکمه وجود داشت که برای انتخاب کردن ایستگاه‌های رادیویی از پیش تعریف شده‌استفاده می‌شدند. اگر یکی از دکمه‌ها فشرده می‌شد، دکمه دیگری که قبلاً در حالت انتخاب بود، به بالا می‌پرید و از حالت انتخاب خارج می‌شد.

## اچ‌تی‌ام‌ال
در یک فرم اچ‌تی‌ام‌ال، می‌توان یک دکمه رادیویی را با کد <input type="radio"> نمایش داد.